# Argelliers
 Argelliers  (en occitano Argelièrs) es una población y comuna francesa, situada en la región de Languedoc-Rosellón, departamento de Hérault, en el distrito de Montpellier y cantón de Aniane.

## Demografía

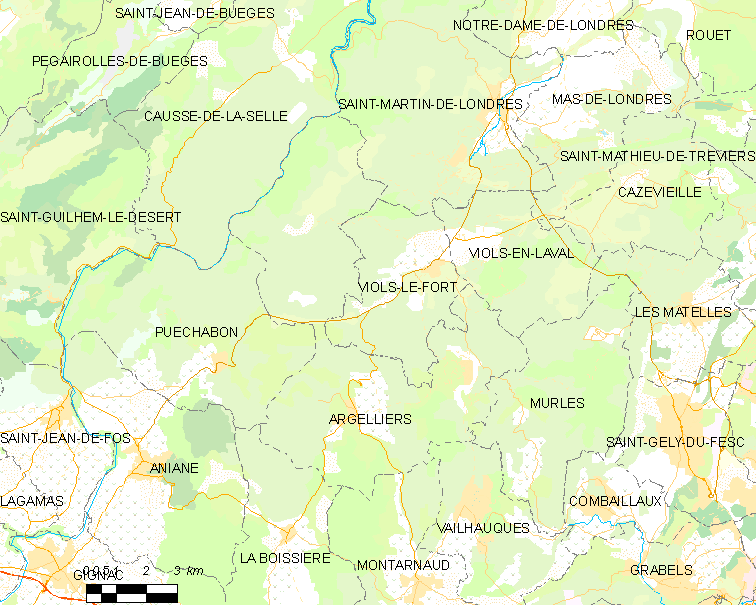
Mapa

| 153 | 155 | 196 | 255 | 534 | 731 | 1012 |
| Para los censos de 1962 a 1999 la población legal corresponde a la población sin duplicidades (Fuente: INSEE [Consultar]) |     |     |     |     |     |      |